# Anders Chydenius
Anders Chydenius (suédois : /ˈandærs tɕyˈdeːniʉs/, 26 février 1729 à Sotkamo - mort le 1er février 1803 à Kokkola) est un philosophe des Lumières, prêtre, politicien finlandais. 
Il est une figure importante du libéralisme économique en Finlande .

## Biographie

### Jeunesse
Anders Chydenius est le fils du chapelain Jacob Chydenius. 
En 1734, la famille s'installe à Kuusamo où son père est nommé  recteur. 
L'enfance d'Anders se passe dans la région aride du nord de la Finlande. 
Son éducation est d'abord donnée par son père puis avec son frère il est élève de l'école primaire d'Oulu. 
Après la guerre russo-suédoise de 1741-1743, les garçons étudient en privé à Tornio puis entrent en 1745 à l'académie royale d'Åbo. 
Ils étudient aussi à l'université d'Uppsala, Anders étudie les mathématiques, les sciences naturelles, le latin et la philosophie. 
En 1746, la famille déménage à Kokkola

### Prédicateur
En 1753, après l'obtention de son diplôme, Anders est nommé prédicateur de la chapelle de la paroisse de Nedervetil (aujourd'hui partie de Kronoby) en  Ostrobotnie. 
En 1755, il épouse Beata Magdalena Mellberg, fille d'un marchand de Jakobstad. 
Pendant son séjour à Nedervetil, il participe à de nombreux projets tels que le défrichement des marais, l'expérimentation de nouvelles races animales et végétales et l'adoption de nouvelles méthodes de culture des pommes de terre et du tabac. Son but est de donner l'exemple aux paysans. 
Anders Chydenius pratique la médecine et devient connu en vaccinant les gens ordinaires contre la variole. 
Il réalise aussi des opérations de la cataracte et prépare des médicaments.

### Parlementaire
Parmi ses premiers écrits, certains traitent de sujets pratiques tels que l’envahissement des prairies par la mousse ou l'amélioration de la conception des voitures à chevaux. 
Puis il passe aux questions sociales et devient un écrivain et un orateur connu. 
En 1765, il entre à la Diète suédoise pour obtenir des droits de libre-échange pour les villes d' Ostrobotnie. 
Les villes de Kokkola, Vaasa, Pori et d'Oulu obtiennent les droits de navigation qui ont aidé à leur développement et à celui de l'Ostrobotnie. 
À cette époque, le goudron qui aurait dû apporter la prospérité à sa ville et à la région côtière ne pouvait être exporté que par Stockholm, qui réalisait la plus grande partie des bénéfices. 
En grande partie grâce aux efforts de  Anders Chydenius, le monopole de Stockholm est brisé et à partir de 1765, les villes obtiennent la liberté de vendre et d'exporter directement leur goudron à leur clients étrangers.
Anders Chydenius participe activement à la Diète et publie plusieurs articles critiques qui font beaucoup de bruit. 
L'un des résultats de ses activités à la Diète sera un contrôle parlementaire plus strict du budget de l'État. 
Anders Chydenius a estimé que l'une de ses plus grandes réalisations était l'extension de la liberté de la presse. 
Toutefois, ses activités radicales pour l'époque le font exclure de la Diète par son propre parti politique en 1766.

### Kokkola
En 1770, il est nommé recteur de Gamlakarleby et il se concentre sur sa mission paroissiale. 
Il s'entraine avec son propre orchestre et il donne des concerts dans le hal de reception du rectorat.
Son père habite au presbytère de Gamlakarleby de 1746 à 1766, et Anders y vivra de 1770 à 1803.
Entre 1778 et 1779, Anders Chydenius  participe à nouveau à la Diète, et il y défend les droits de la classe des serviteurs. 
Sur suggestion du roi Gustave III, il présente un projet de loi par lequel les étrangers obtiennent des droits limités à pratiquer leur propre religion. 
En 1793, il participe à nouveau à la Diète et il est actif en tant qu'écrivain couvrant le développement de l'agriculture, la combustion de salpêtre, la variole, et l'habitation de la  Laponie . 
Il meurt en 1803.

## Ses idées

### Libre-échange
En 1765, Anders Chydenius publie le pamphlet intitulé Den nationnale winsten, dans lequel il présente ses idées concernant le libre-échange et l'industrie, il y explore les relations entre l'économie et la société et y expose les principes du libéralisme, du capitalisme, et de la démocratie moderne.
Dans ce livre Anders Chydenius expose des théories proches de celles de la Main invisible qu'Adam Smith publiera 11 ans plus tard dans son livre  La Richesse des Nations,.

### Liberté d'expression
Chydenius sera un défendeur de la liberté de la presse.

### Égalité naturelle
Anders Chydenius a une position marquée en faveur des droits universels et de l'abolition des privilèges. 
Il veut donner aux pauvres la même liberté qu'à tout le monde et plaide pour le bien des pauvres, ce qui est plutôt exceptionnel parmi les politiciens. 
Il promeut la démocratie et défend la liberté de religion, la liberté d'expression, la liberté du commerce et de l'industrie et les droits des travailleurs. 
Il appelle à un contrôle de la façon dont les fonds de l'État sont dépensés,.

## Ouvrages
- (sv) Americanska näfwerbåtar [« Bateaux d'écorce américains »], Åbo, 1753
- (sv) Svar På samma Fråga (Om bästa sättet at upodla Mosslupna Ängar) [« Comment cultiver des prairies moussues »], Stockholm, 1762
- (sv) Svar på samma Fråga (Angående Kärrors Förbättring) [« L'amélioration des wagons »], Stockholm, 1764
- (sv) Wederläggning Af de Skäl, Hwarmed man söker bestrida Öster- och Wästerbottniska Samt Wäster-Norrländske Städerne Fri Seglation [« Contre-arguments à ceux qui tenteraient de s'opposer à la libre navigation entre les villes d'Ostrobotnie, de Västerbotten et de Norland »], Stockholm, 1765
- (sv) Swar På den af Kgl. Wetenskaps Academien förestälta Frågan : Hwad kan wara orsaken, at sådan myckenhet Swenskt folk årligen flytter utur Landet? [« Pour quelle raison tant de Suédois émigrent-ils chaque année? »], Stockholm, 1765
- (sv) Källan Til Rikets Wan-Magt [« La source de la faiblesse du royaume »], Stockholm, 1765
- (sv) Den Nationnale Winsten. Wördsamast öfwerlemnad Til Riksens Höglofliga Ständer, Af En Deras Ledamot [« Le gain National »], Stockholm, 1765
- (sv) Omständeligt Swar, På den genom Trycket utkomne Wederläggning af Skriften, Kallad : Källan til Rikets Wanmagt, Jämte Anmärkningar Öfwer De wid samma Källa anstälda Wattu-Prof [« En réponse aux critiques s'appliquant aux sources de la faiblesse du royaume »], Stockholm, 1765
- (sv) Berättelse Om Chinesiska Skrif-Friheten, Öfversatt af Danskan [« Un rapport sur la liberté de la presse en Chine »], Stockholm, 1766
- (sv) Rikets Hjelp, Genom en Naturlig Finance-System [« Assister le Royaume à travers un système monétaire naturel »], Stockholm, 1766
- (sv) Tal Hållet Vid Vår Allernådigste Konungs, Konung Gustaf III : s Höga Kröning, Den 29 Maji 1772 [« Discours à l'occasion du couronnement de Gustave III »], Stockholm, 1772
- (sv) Svar På Vetenskaps och Vitterhets Samhällets I Götheborg Förestälta Fråga : Huruvida Landthandel för ett Rike i gemen är nyttig eller skadelig, och hvad mon den bidrager til industriens uplifvande eller aftagande? [« Le commerce rural est-il avantageux ou désavantageux pour le Royaume et en quoi influe-t-il sur le progrès ou le déclin des moyens de subsistance ? »], Stockholm, 1777
- (sv) Tankar Om Husbönders och Tienstehions Naturliga Rätt [« Réflexions sur les droits naturels des serviteurs et des paysans »], Stockholm, 1778
- (sv) Memorial, Angående Religions-Frihet [« Mémorandum sur la liberté de la foi religieuse »], Stockholm, 1779
- (sv) Predikningar öfver Tio Guds Bud [« Sermons sur les Dix Commandements »], Upsala, 1781–82
- (sv) Predikningar öfver Andra Hufvudstycket i Catechesen. Homiletiska försök. Vol. VI. St. 2 [« Sermons sur la deuxième partie principale du catéchisme »], Stockholm, 1784
- (sv) Om Saltpetter-Sjuderierna, särledes i Österbotten. Skrifter af Sällskapet för Allmänne Medborgerlige kunskaper II [« Préparation du salpêtre »], Stockholm, 1795
- (sv) Tankar om Koppympningen För Finlands Allmoge. K. Finska Hushållnings-Sällskapets Handlingar 1 [« Réflexions sur la vaccination inoculation contre la variole pour les Finlandais »], Åbo, 1803[8]

## Galerie

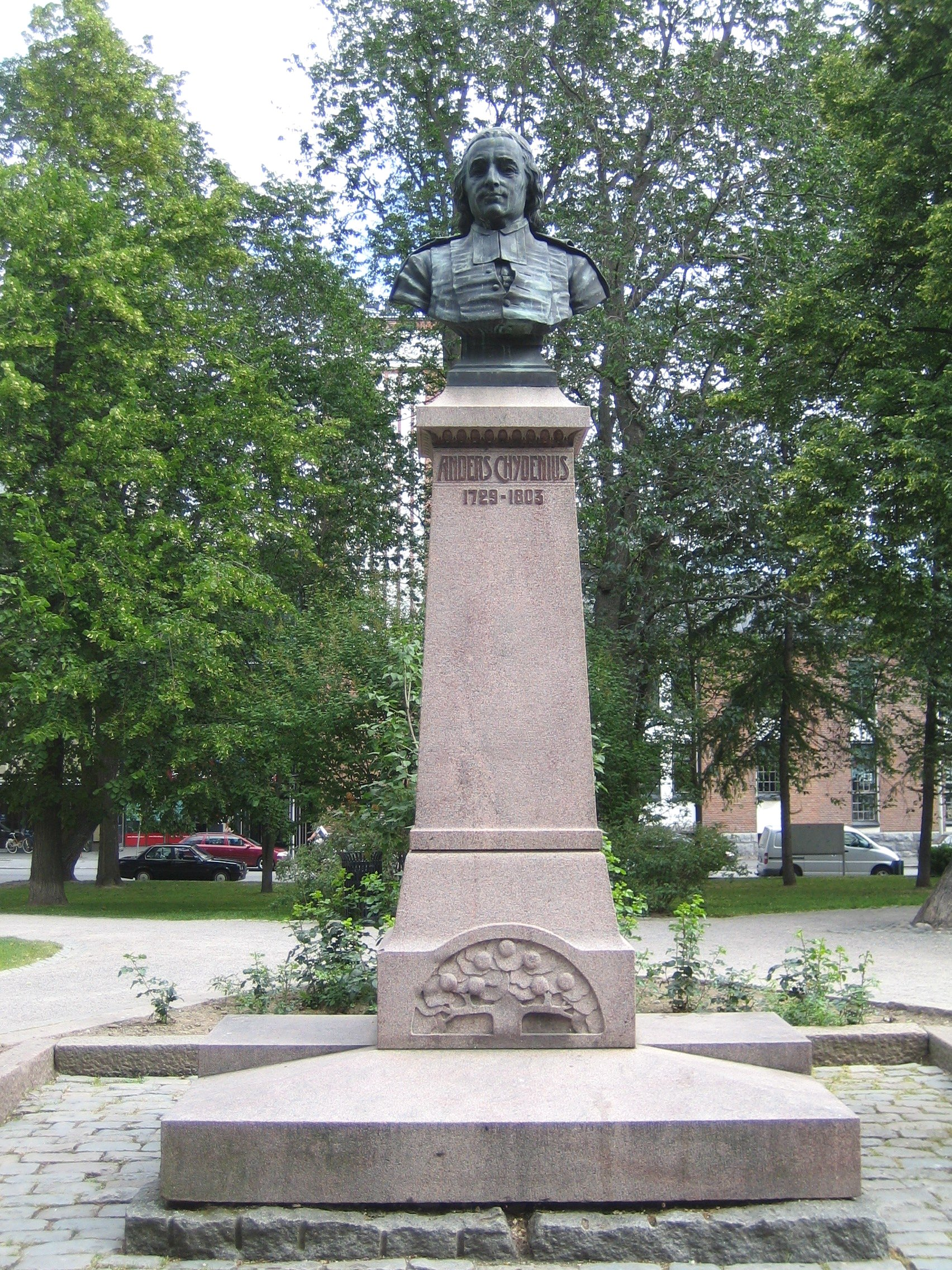
Statue de Anders Chydenius à Kokkola
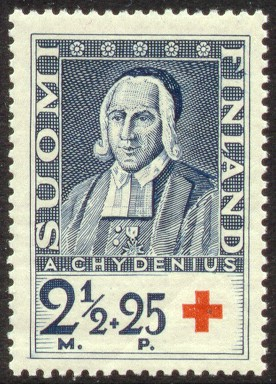
Timbre postal de 1935.